# انزو مارتینز پری
انزو مارتینز پری (انگلیسی: Enzo Martins Peri؛ زادهٔ ۱۱ آوریل ۱۹۴۱) فرد نظامی اهل برزیل است.